# Lindner Family Tennis Center
Lindner Family Tennis Center es una instalación de tenis en Mason, Ohio. Es la sede del Cincinnati Open y es propiedad de Tennis for Charity, Inc. Los terrenos incluyen cuatro estadios de tenis permanentes (Pista Central, Pista de Tribuna, Pista 3 y Pista 10), distinguiendo al centro como la única sede mundial de tenis, además de las cuatro sedes de Grand Slam, con más de dos estadios permanentes. La Center Court, construida en 1981 y ampliada muchas veces desde entonces, tiene una capacidad para 11.400 personas. Grandstand Court, construido en 1995, tiene una capacidad de 5.000. Court 3, construido en 2010, asientos 4.000. La cancha 10, construida en 1997 y originalmente llamada Cancha 3, tiene una capacidad para 2000 personas.
Su nombre, The Lindner Family Tennis Center, rinde homenaje a la familia de un antiguo patrocinador del torneo, el finado financiero de Cincinnati, Carl Lindner, Jr. Browning Day de Indianápolis ha sido el estudio de arquitectura de registro para el Centro desde su concepción.

## Historia
La ubicación se convirtió en el hogar del torneo ahora conocido como Western & Southern Open (o Cincinnati Masters) en 1979 cuando los organizadores del torneo se cansaron de las perennes inundaciones del río Ohio en su sede de ese momento, el parque de atracciones de Coney Island. Uno de los patrocinadores del torneo, Taft Broadcasting, era dueño del Kings Island Amusement Park en Mason, así como del Golf Center at Kings Island, que estaba ubicado en un terreno directamente al otro lado de la Interestatal 71 desde el parque. Cuando el presidente de Taft Broadcasting, Charles Mechem, sugirió que el torneo se trasladara al Golf Center, los organizadores del torneo, encabezados por Paul M. Flory, estuvieron de acuerdo.
Inicialmente, se instalaron cuatro canchas de DecoTurf II en la nueva ubicación, y las gradas utilizadas en Coney Island se enviaron por la I-71 y se colocaron alrededor de una de ellas para formar la cancha central. Dos años después, esas gradas fueron removidas y comenzó la primera fase de construcción de esa cancha. Desde entonces, se han realizado mejoras en los asientos y las comodidades en Center Court casi todos los años.
Una de las mayores expansiones se produjo en 1987, cuando se añadió el West Building original, creando un espacio de trabajo para los jugadores y suites multimedia y de lujo para los aficionados. Una expansión en 1990 agregó más suites y aumentó la capacidad en Center Court a 10,000. La construcción en 1998 agregó dos canchas adicionales, elevando el número total de canchas en el Tennis Center a 10.
En 2010, el Tennis Center se mejoró con un nuevo "Edificio Oeste", ahora conocido como The Paul M. Flory Player Center en honor al patriarca del torneo durante 36 años. El nuevo Player Center de 52 000 pies cuadrados (4831,0 m²) agregó espacio no solo para los jugadores, sino también para los medios y los fanáticos. Es aproximadamente el doble de alto que el Edificio Oeste anterior, elevándose 85 pies (25,9 m) sobre el nivel del suelo y 97 pies (29,6 m) sobre el nivel de la cancha. Un dosel se extiende sobre las gradas occidentales y proporciona más asientos cubiertos. La capacidad total de asientos de la pista central aumentó de 10 500 a 11 400 después de la renovación.
En 2011, los terrenos se ampliaron en más del 40% y se agregaron seis canchas (aumentando el número total de canchas de 10 a 16), incluida la Cancha 3, que sirve como la tercera cancha de televisión del torneo. La expansión también incluyó una nueva entrada principal, plaza de entrada y taquilla. Harry Ewers & Sons, Inc. fue elegido para construir y mantener las canchas de tenis de las instalaciones. En 2012, el torneo amplió el patio de comidas y las áreas de exhibición y también mejoró la entrada norte.

## Otros eventos
El lugar también alberga los campeonatos de tenis de la Atlantic 10 Conference y los campeonatos de tenis de la Ohio Athletic Conference, y ha albergado el torneo profesional de voleibol de arena de la Asociación de Voleibol Profesional de Cincinnati, eventos especiales como conciertos y el evento anual de recaudación de fondos de Hospice of Cincinnati y numerosos torneos de tenis de escuelas secundarias nacionales y regionales. También ha sido sede del Cincinnati AVP Pro Beach Volleyball Championship Series.
A partir del año escolar 2015–2016, la Asociación Atlética de Escuelas Secundarias de Ohio ha anunciado que su campeonato estatal se llevará a cabo en el Lindner Family Tennis Center. El torneo se llevó a cabo anteriormente en la La Universidad Estatal de Ohio y el Elysium Tennis Center.